# Deutsche Auslandsgemeinde
Deutsche Auslandsgemeinden sind deutschsprachige Kirchengemeinden außerhalb des deutschen Sprachraums, die mit einer deutschen Kirche, zumeist der EKD oder der Deutschen Bischofskonferenz verbunden sind oder von ihr unterstützt werden. Sie sind Träger der Auslandsseelsorge. Je nach Standort setzen sich die Gemeinden aus Angehörigen deutschsprachiger Minderheiten, Auswanderern, Expats, Touristen und Pilgern zusammen. 

## Römisch-katholische Kirche
Schon im Mittelalter gab es deutschsprachige Kirchengemeinden außerhalb des Heiligen Römischen Reichs. Als erste solche Gemeinde ist eine Versammlung deutschsprachiger Handwerker in Lissabon 1291. In Rom bestand ab etwa 1350 eine deutsche Pilgerseelsorge, etwas später auch die deutsche Nationalkirche Santa Maria dell’Anima in Rom. Die meisten katholischen Auslandsgemeinden  entstanden jedoch ab der zweiten Hälfte des 19. Jahrhunderts und gehen jedoch auf die Seelsorge an deutschen Auswanderern zurück. 1921 richtete die Deutsche Bischofskonferenz für diese das Katholische Auslandssekretariat ein. 
Mit der Apostolischen Konstitution Exsul familia wurde ein kirchenrechtlicher Anspruch auf muttersprachliche Seelsorge festgehalten und in der Folgezeit entstanden weitere Gemeinden.
Das katholische Auslandssekretariat betreut und unterstützt rund 90 deutschsprachige Gemeinden im Ausland. Es entsendet deutschsprachige Seelsorger, bietet finanzielle Zuschüsse und liefert pastorale Impulse. Es untersteht dem Beauftragten der DBK für die deutschsprachige Seelsorge im Ausland, Weihbischof Matthias König und wird von Monsignore Peter Lang geleitet.

### Gemeinden (Auswahl)
- Chile: St. Michael (Santiago de Chile)
- China: St. Joseph Freindametz (Peking)
- Frankreich: St. Albertus Magnus (Paris)
- Israel: Dormitio-Abtei (Jerusalem)
- Italien: Santa Maria dell’Anima (Rom)
- Polen: St. Barbara (Krakau)
- Türkei: St. Georg (Istanbul)
- Vereinigtes Königreich: St. Bonifatius (London)

## Evangelische Kirche
Die ersten protestantischen Auslandsgemeinden deutscher Sprache entstanden schon zur Zeit der Reformation, darunter auch die älteste noch bestehende evangelische Auslandsgemeinde St. Gertrud in Stockholm. 
Besonders im 19. Jahrhundert gründeten deutsche Emigranten zahlreiche Gemeinden in Amerika und Australien. Viele dieser Emigrantengemeinden haben mit der Zeit die Landessprache angenommen und sich lokalen evangelischen Kirchen angeschlossen. Aus solchen Gemeinden sind etwa die Evangelische Kirche Lutherischen Bekenntnisses in Brasilien oder die Evangelische Kirche am La Plata entstanden.
Bis 1918 waren die Auslandsgemeinden der Preußischen Landeskirche unterstellt, danach wurden sie gemeinsam vom Deutschen Evangelischen Kirchenbund und schließlich der EKD betreut. Sie gelten nicht mehr als der EKD angeschlossen, sondern sind freie Partner, die durch die Entsendung von Pfarrpersonen und finanzielle Zuwendungen unterstützt werden. Zuständig ist die Hauptabteilung „Ökumene und Auslandsarbeit“ beim Kirchenamt der EKD, deren Leitung der Auslandsbischöfin Petra Bosse-Huber obliegt.
Die Auslandsgemeinden sind heute vielfältig organisiert. Teilweise sind sie den Landeskirchen der aufnehmenden Länder angegliedert (etwa in Schweden, Finnland oder Estland), teilweise sind sie nach ausländischen Recht als Körperschaften oder vereinsähnlich organisiert. In einigen Regionen haben sich Auslandsgemeinden zusammengeschlossen und eigene Kirchen gebildet, so etwa in Italien (ELKI) oder Großbritannien. Keine Auslandsgemeinden im engeren Sinne sind deutschsprachige Minderheitskirchen wie die DELKU oder die ELKIN-DELK, auch wenn diese ebenfalls partnerschaftliche Beziehungen zur EKD pflegen.

## Gemeinden (Auswahl)
- Dänemark: St. Petri (Kopenhagen) und Deutsch-reformierte Kirche (Kopenhagen)
- Finnland: Deutsche Evangelisch-Lutherische Gemeinde in Finnland mit Deutscher Kirche (Helsinki)
- Frankreich: Christuskirche (Paris)
- Griechenland: Evangelische Kirche deutscher Sprache in Griechenland
- Israel,  Palästina und  Jordanien: Evangelische Gemeinde deutscher Sprache zu Jerusalem mit der Erlöserkirche (Jerusalem) und einem Gemeindehaus in Amman
- Italien: Evangelisch-Lutherische Kirche in Italien mit 
  - Christuskirche (Bozen)
  - Evangelisch-Lutherische Kirche Florenz
  - Evangelisch-Lutherische Kirche Mailand
  - Christuskirche (Meran)
  - Christuskirche (Rom)
  - Evangelisch-Lutherische Kirche Neapel
  - Evangelisch-Lutherische Kirche Triest
- Niederlande: Deutsche Evangelische Gemeinde Rotterdam
- Polen: Christophorikirche (Breslau)
- Russland: Emmausgemeinde (Moskau)
- Schweden: St. Gertrud (Stockholm)
- Tschechien: St. Martin in der Mauer (Prag)
- Türkei: Kreuzkirche (Istanbul)
- Ukraine: St. Katharina (Kyiw)
- Ungarn: Evangelische Kirche im Burgviertel (Budapest)
- Vereinigte Staaten: Zionskirche (Baltimore)